# Brachymeria securiclavus
Brachymeria securiclavus är en stekelart som först beskrevs av Schmitz 1946.  Brachymeria securiclavus ingår i släktet Brachymeria och familjen bredlårsteklar. Inga underarter finns listade.